# هيرمسكايل
هِرمِسكَيل (بالألمانية: Hermeskeil) (نقحرة: هيرمسكايل) هي بلدة ألمانية تقع في ألمانيا في Trier-Saarburg.  يقدر عدد سكانها بـ 5,698 نسمة .